# Pacifique Issoïbeka
Pacifique Issoïbeka (n. ¿1941?) es un político y banquero congoleño, quien se desempeñó como Ministro de Finanzas de la República del Congo entre 2005 y 2009. Así mismo, también trabajó para el Banco de los Estados de África Central (BEAC) y sirvió como su Vicegobernador entre 2003 y 2005.

## Vida y carrera
Issoïbeka nació en Mossaka, ubicado en el norte de la República del Congo. Posee una Maestría en Administración de empresas e ingeniería comercial de la École supérieure de commerce et d’administration des entreprises, en Lyon, Francia.
Fue Subdirector del BEAC en la República del Congo antes de convertirse en Director Nacional del BEAC en Congo en 1998. Fue nombrado Vicegobernador del BEAC el 23 de enero de 2003, asumiendo el cargo el 13 de noviembre de 2003. Ocupó ese cargo hasta que fue designado para el gobierno congoleño como Ministro de Finanzas, Economía y Presupuesto el 7 de enero de 2005, en reemplazo de Rigobert Roger Andely.
En junio de 2009, Issoïbeka firmó un acuerdo con el embajador de Suiza que cancelaría 5.000 millones de Francos CFA de la deuda congoleña. Continuó en el cargo de ministro hasta el 15 de septiembre de 2009, cuando el presidente Denis Sassou-Nguesso nombró a Gilbert Ondongo como su reemplazo.